# ZIS-150
Der Lkw ZIS-150 (russisch ЗИС-150) des sowjetischen Fahrzeugherstellers Sawod imeni Stalina (Завод имени Сталина) wurde von 1947 bis 1957 gebaut und geht auf den vor dem Zweiten Weltkrieg entwickelten ZIS-15 (ЗИС-15) zurück. In verschiedenen Quellen wird der ZIS-150 auch als mit der deutschen Transkription SIS-150 geführt. Im letzten Produktionsjahr wurde das Fahrzeug im Zuge der Entstalinisierung bereits als ZIL-150 bezeichnet.

## Entwicklung

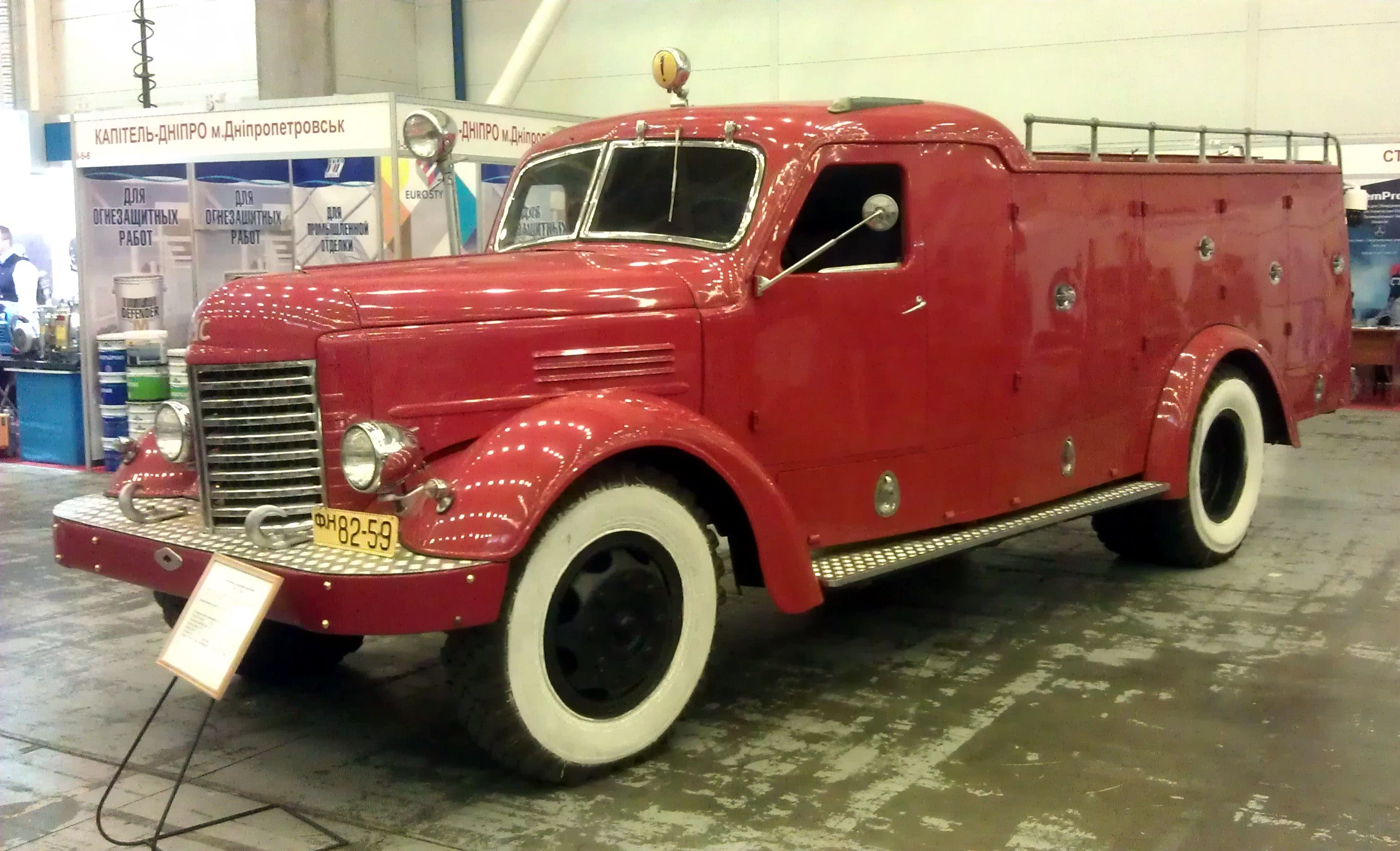
Feuerwehrfahrzeug ARP-2 auf Basis des ZIS-150 (2015)

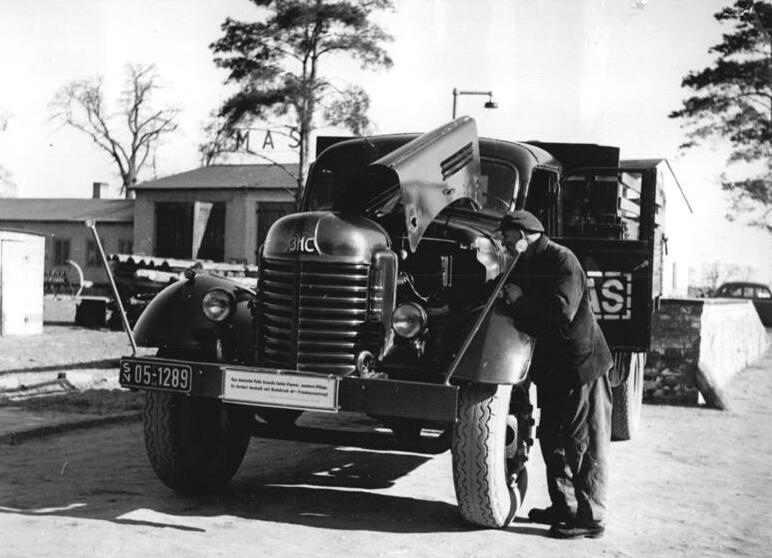
Wartung eines ZIS-150 in Königsborn (1952)

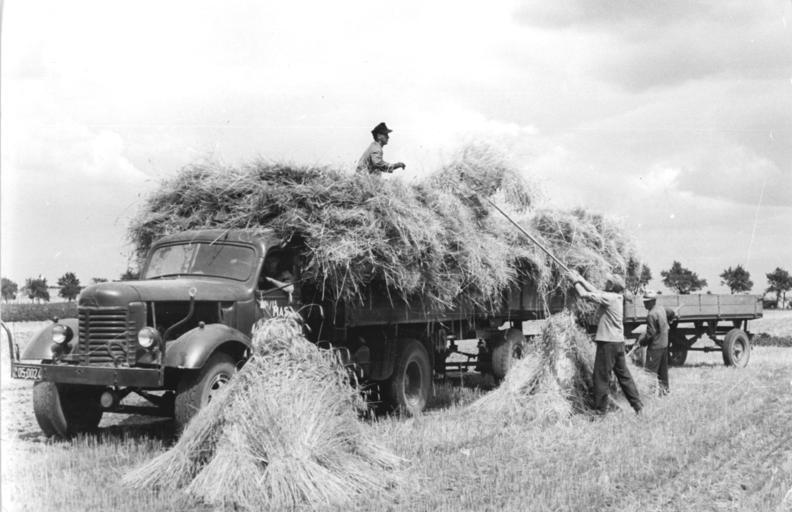
Getreideernte mit ZIS-150 und zwei Anhängern in Neudorf (1952)

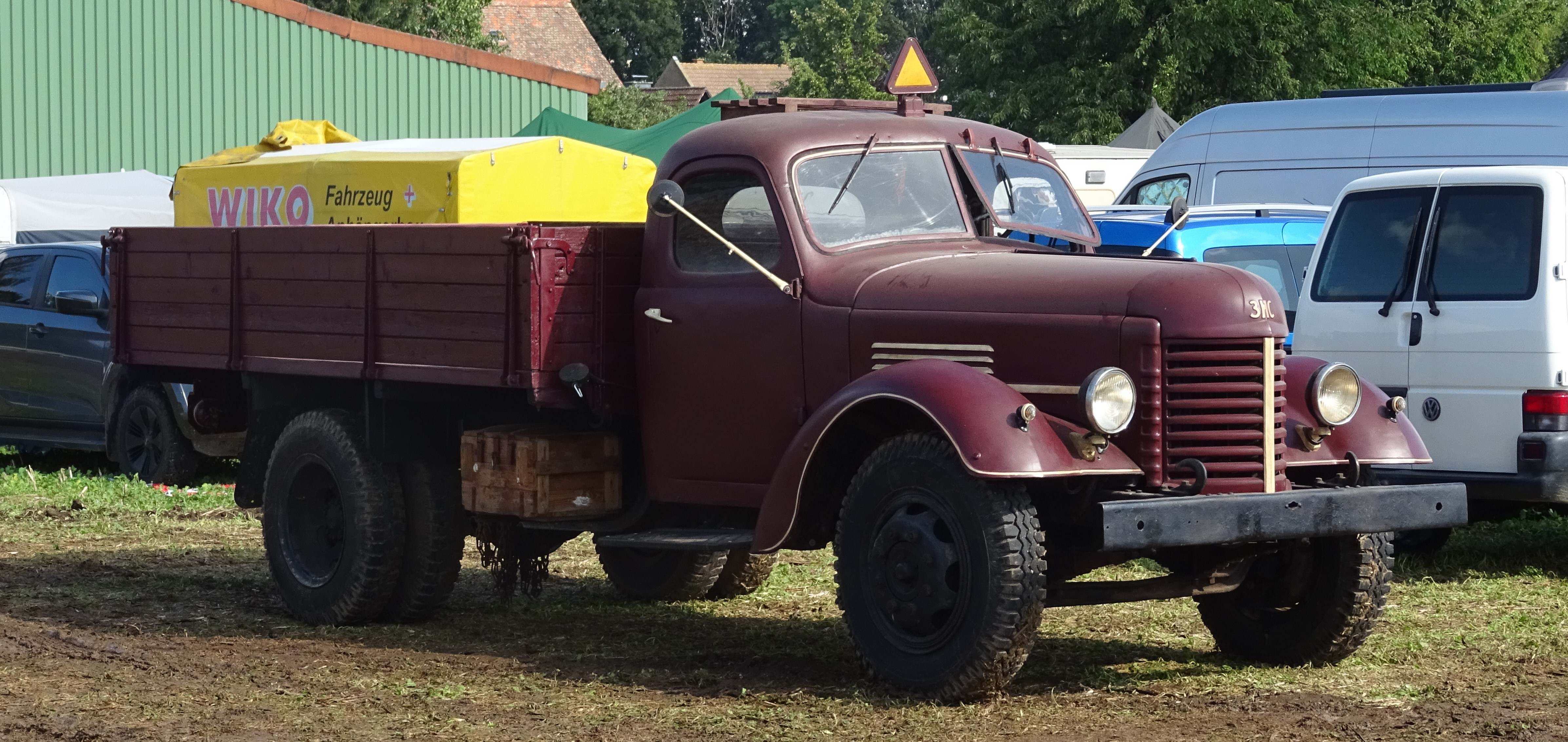
Restaurierter ZIS-150 in Wersdorf (2023)

Bereits Ende der 1930er-Jahre sollte der Lkw ZIS-5 (ЗИС-5) durch eine moderne Konstruktion ersetzt werden. Da die sowjetische Automobilindustrie durch die Lizenzproduktion des Ford AA als GAZ-AA Erfahrungen mit US-amerikanischen Konstruktionen gesammelt hatte, waren ihre Neuentwicklungen stark vom amerikanischen Lkw-Bau beeinflusst. Das betraf insbesondere die Konzeption, aber auch den weit verbreiteten Einbau von Otto- statt Dieselmotoren. 1938 stellte das Stalinwerk unter dem Namen ZIS-15 (ЗИС-15) das neukonstruierte Fahrzeug vor. Der ZIS-15 hatte ein neu entwickeltes Chassis, einen weiterentwickelten Motor mit einer Leistung von 82 PS (60 kW) und ein neues Ganzmetall-Fahrerhaus mit drei Sitzplätzen. Aufgrund des Ausbruchs des Zweiten Weltkrieges konnte die Neuentwicklung nicht mehr in die Serienproduktion überführt werden.
Erst 1944 baute das Stalinwerk weitere Prototypen, die nun den Namen ZIS-150 erhielten. Durch das Leih- und Pachtgesetz gelangte während des Krieges eine große Menge US-amerikanischer Technik in die Sowjetunion, darunter auch Lastwagen des Typs International K-7, die bei der Entwicklung als Vorbild dienten. Am 30. Oktober 1947 wurden die erste Kleinserie vorgestellt. Bereits in den Erprobungen vor dem Zweiten Weltkrieg hatte sich gezeigt, dass der Lkw mit 82 PS (60 kW) zu schwach motorisiert war. Der ZIS-150 erhielt nun einen leistungsgesteigerten Motor mit 95 PS (70 kW), die Nutzlast konnte auf 4000 kg erhöht werden. Das Fließband für die Produktion wurde im Werk ab dem Januar 1948 eingerichtet. Die Serienproduktion begann am 27. April dieses Jahres, die Produktion des ZIS-5 wurde drei Tage später endgültig eingestellt. Ab dem Jahr 1951 wurde der ZIS-150 auch im Kutaisski Awtomobilny Sawod produziert. 1956 wurde der Name Stalins getilgt und das Herstellerwerk in Sawod imeni Lichatschowa (Завод имени Лихачёва) umbenannt. Bereits im Folgejahr wurde die Produktion des nun ZIL-150 genannten Fahrzeuges zugunsten des Nachfolgers ZIL-164 eingestellt. Insgesamt wurden 774.615 Fahrzeuge vom Typ ZIS-150 in verschiedenen Versionen produziert.

## Konstruktion
Der Lkw wurde von einem Sechszylindermotor ZIS-120 (ЗИС-120) angetrieben. Erstmals im sowjetischen Nutzfahrzeugbau kam ein handgeschaltetes Fünfganggetriebe zum Einsatz, das über eine Zweischeiben-Trockenkupplung mit dem Motor verbunden war. Ebenso neu im sowjetischen Lkw-Bau waren druckluftbetätigte Bremsen. Die Hinterachse war zwillingsbereift, alle Achsen waren mit Blattfedern gefedert und als Starrachsen ausgeführt. Als Schwachpunkt der Konstruktion erwies sich die Kardanwelle, die zur Rissbildung neigte und dann unter Volllast brach. Dabei wurden oftmals die Schläuche der Druckluftanlage zerstört, was zu einem schlagartigen Verlust der Bremsleistung führte.
Die Kabine bestand aus einem Holzgerüst, das mit Blech beplankt und Schutzlack versehen wurde. Die Türen waren aus Holz. Die Seitenscheiben waren versenkbar, die linke Hälfte der zweigeteilten Frontscheibe konnte ausgestellt werden.
Im Jahr 1950 wurde der ZIS-150 modernisiert. Das Fahrzeug bekam einen neuen Vergaser und einen neuen Auspuffkrümmer, das Fahrerhaus wurde nun vollständig aus Metall gefertigt.
1956 bekam der Motor des Lkw einen Leichtmetall-Zylinderkopf, das Verdichtungsverhältnis stieg auf 6,2 an. Zusammen mit dem neuen Ansaugsystem führte das zu einer Leistungssteigerung auf 71 kW. Der Rahmen wurde verstärkt, das Fahrzeug erhielt nun hydraulische Stoßdämpfer und der Federweg der Blattfedern an der Vorderachse wurde durch Gummipuffer begrenzt. Im Rahmen der Umbenennung des Herstellerwerkes wurde auch das Tiefziehwerkzeug für die Motorhaube geändert, da in diese die Abkürzung des Namens eingeprägt war.

## Versionen

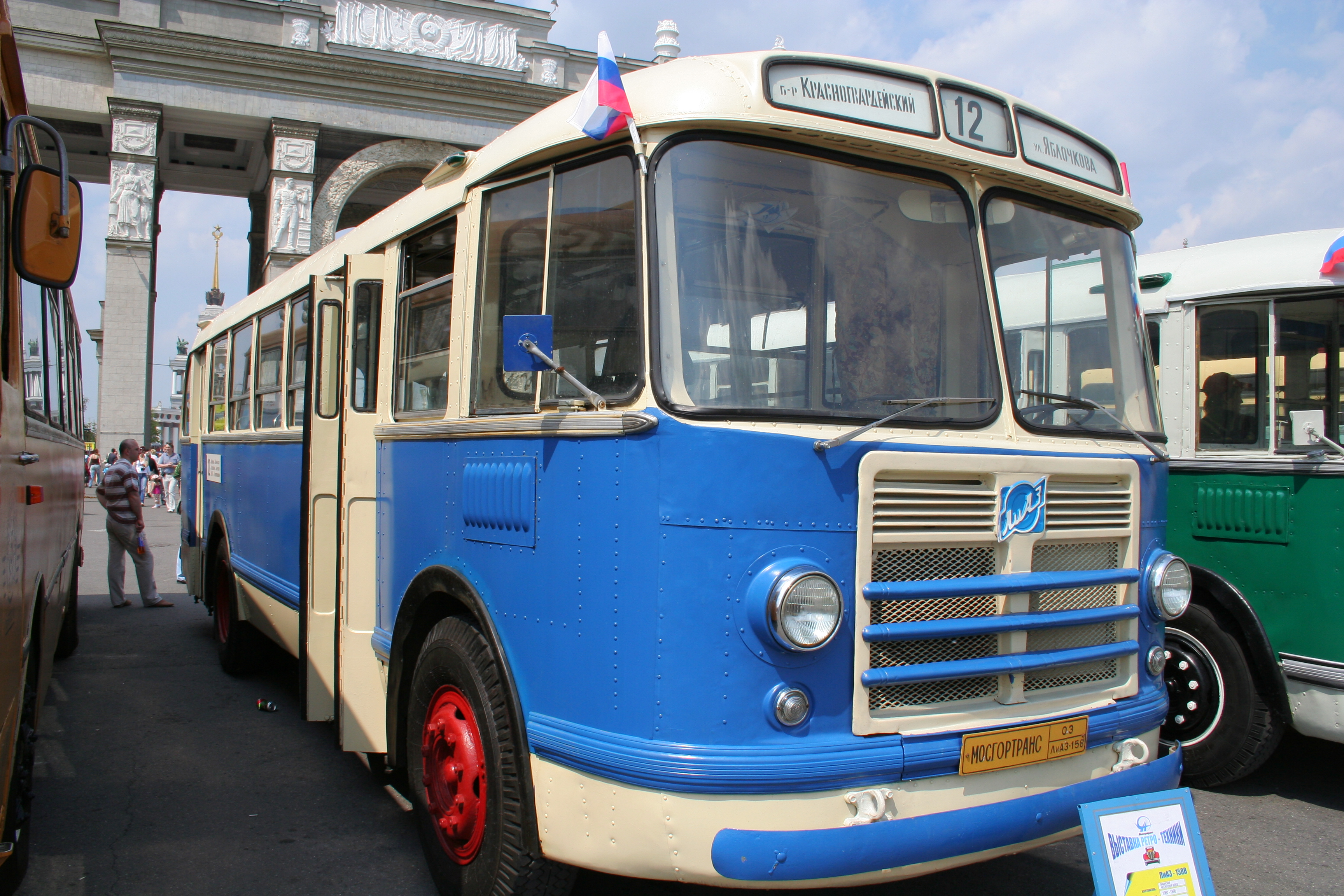
Der ZIL-158, später LiAZ-158, nutzte Baugruppen des ZIS-150

Der ZIS-150 war die Basis für die Produktion eine Vielzahl von Baumaschinen, Kranen, Muldenkippern, mobilen Maschinen und Geräten, Holztransportern, Kehrmaschinen, Sprengwagen, Feuerwehrfahrzeugen, Tankwagen und anderen Spezialfahrzeugen. Baugruppen und auch die kompletten Fahrwerke wurden für die Produktion von Bussen eingesetzt. Für die Sowjetarmee wurde der Lkw als Standard-Pritschenwagen hergestellt. Der ZIS-150 diente dort auch als Trägerfahrzeug für spezielle Ausrüstung wie Funkgeräte, als Entgasungsfahrzeug oder Tankwagen.

### Serienversionen
- Als ZIS-150W (ЗИС-150В) wurde die ab 1956 produzierte Version mit Aluminium-Zylinderkopf bezeichnet.
- Der ZIS-151 (ЗИС-151) war eine dreiachsiger allradgetriebener Lkw, der von 1948 bis 1957 gebaut wurde.
- Der ZIS-MMZ-585 (ЗИС-ММЗ-585) war ein von 1949 bis 1957 im Mytitschinsker Maschinenbauwerk in diversen Versionen gebauter Muldenkipper. Im georgischen Kutaisski Awtomobilny Sawod wurde mit dem KAZ-585 ein sehr ähnliches Fahrzeug ab 1952 produziert.
- Der ZIS-120 (ЗИС-120) war eine von 1952 bis 1959 hergestellte Sattelzugmaschine.

### Unter Verwendung von Komponenten

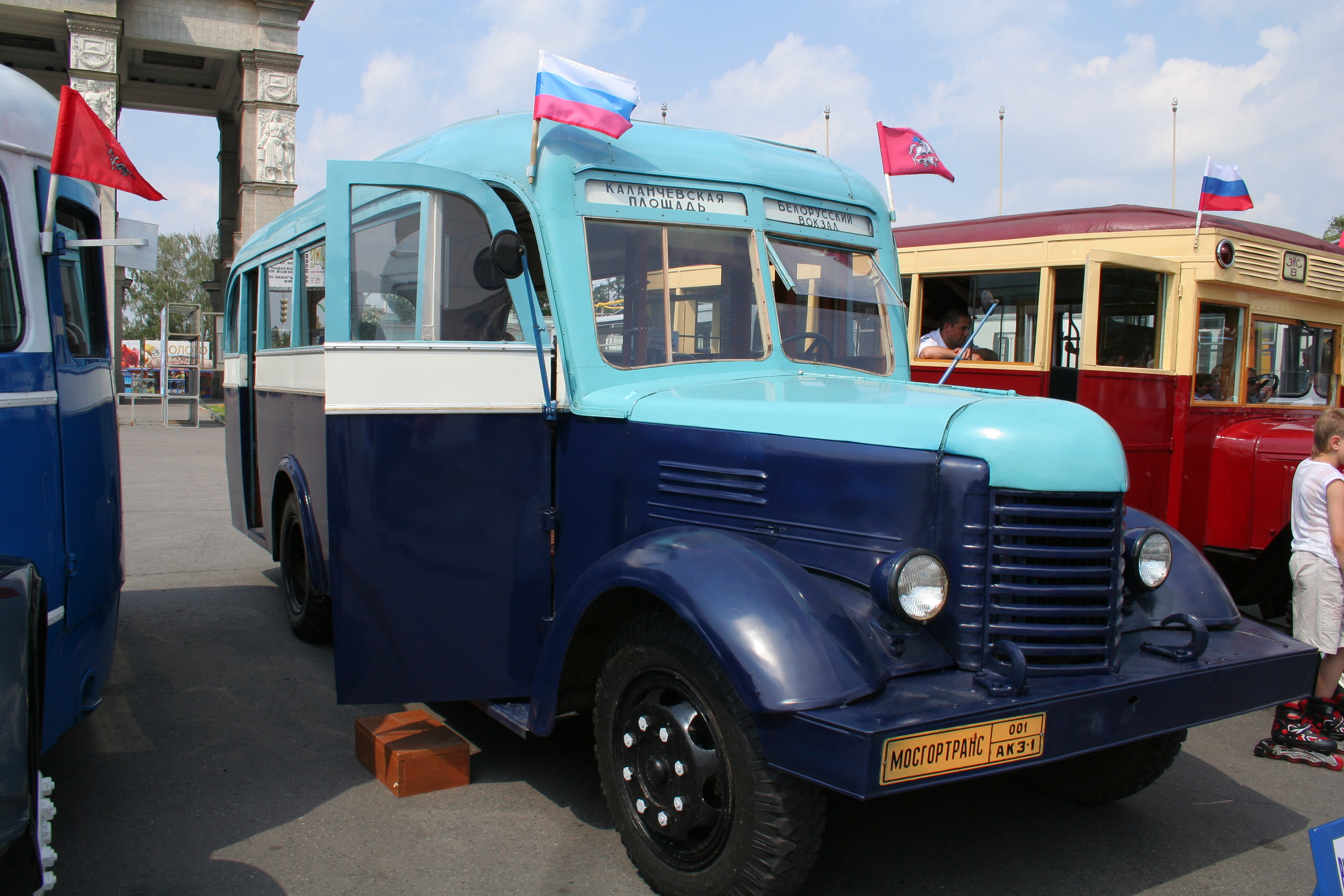
AKZ-1 mit ZIS-150-Fahrgestell in Moskau (2010)

- Der ZIS-LTA (ЗИС-ЛТА) war ein Kettenfahrzeug für den Einsatz in der Forstwirtschaft. 1949 auf Basis des ZIS-5 entwickelt, kamen später auch Baugruppen des ZIS-21 und des ZIS-150 zum Einsatz.
- Der ZIS-155 war ein von 1949 bis 1957 mit Komponenten des ZIS-150 hergestellter Omnibus.
- Der ab 1957 hergestellte Nachfolger des ZIS-155 trug die Bezeichnung ZIL-158. Auch bei ihm wurden noch Baugruppen des ZIS-150 genutzt.
- In den Jahren 1947 und 1948 wurden einige Busse des Typs ZIS-16 unter der Bezeichnung AKZ-1 auf dem Fahrgestell des ZIS-150 neu aufgebaut.

### Prototypen
- Der ZIS-150P (ЗИС-150П) war der Prototyp eines allradgetriebenen Lkw aus dem Jahr 1947. Eine Serienproduktion folgte nicht.
- Der ZIS-153 (ЗИС-153) war ein Halbkettenfahrzeug. Hergestellt wurde nur ein Exemplar im Jahre 1952.
- Der ZIS-253 (ЗИС-253) war ein 1947 vorgestellter Prototyp mit Dieselmotor für 3,5 t Nutzlast. Das Fahrzeug wurde eigenständig im Uljanowski Awtomobilny Sawod (Ульяновский автомобильный завод) entwickelt und sollte auch dort produziert werden.
- Der DAZ-150 Ukrainez (ДАЗ-150 Украинец) war eine überarbeitete Version für die Fertigung im Dnepropetrowski Awtomobilny Sawod (Днепропетровский автомобильный завод). Die Entwicklung begann 1947 und wurde 1950 eingestellt. Er wurde nicht in Serie gebaut, da das Werk nicht in geplanter Art und Weise in Betrieb ging und später Traktoren fertigte.

### Lizenzbauten

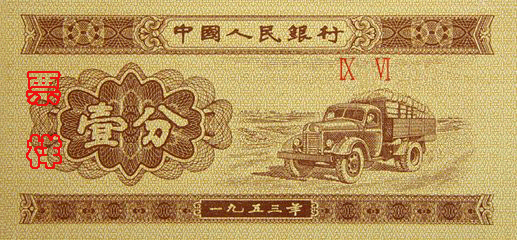
Chinesische Banknote mit Abbildung eines Jiefang CA-10 oder ZIS-150

- Unter dem Namen SR-101 wurde der ZIL-150 in Rumänien bei Steagul Rosu von 1954 bis 1965 in Lizenz gebaut.[5] Teile des Fahrgestells des SR-101 wurden noch für den Nachfolger SR-131 Carpați verwendet.
- Jiefang CA-10 war der Name der chinesischen Lizenzproduktion. Hersteller war ab 1956 das Chinesische Automobilfabrik Nummer eins in Changchun, heute als China FAW Group bekannt.

## Technische Daten
Für die Grundversion mit Pritsche, Stand 1950.
- Motortyp: „ZIS-120“
- Motor: Reihensechszylinder-Viertakt-Ottomotor, wassergekühlt
- Gemischaufbereitung: Vergaser
- Leistung: 90 PS (66 kW) bei 2700 min−1
- Hubraum: 5550 cm³
- Bohrung: 101,6 mm
- Hub: 114,3 mm
- Kompression: 6,0:1
- maximales Drehmoment: 299 Nm bei 1100 min−1
- Zündfolge: 1–5–3–6–2–4
- Tankinhalt: 150 l
- Treibstoffverbrauch (Einstellwert nach Norm): 30 l/100 km
- Kupplung: Zweischeiben-Trockenkupplung
- Getriebe: manuelles Schaltgetriebe mit 5 Vorwärtsgängen und einem Rückwärtsgang
- Höchstgeschwindigkeit: 65 km/h
- Bremsanlage: Trommelbremsen an beiden Achsen, pneumatisch betätigt
- Bremsweg: 10 m aus 30 km/h
- Bordspannung: 12 V
- Anlasser: Typ ST-15, 1,8 PS Leistung
- Lichtmaschine: Typ G-15, 150 W
- Batterien: 12 V, 100 Ah
- Antriebsformel: 4×2

Abmessungen und Gewichte
- Länge: 6720 mm
- Breite: 2385 mm
- Höhe: 2100 mm
- Radstand: 4000 mm
- Bodenfreiheit: 265 mm
- Wendekreis (Durchmesser): 16 m
- Spurweite vorne: 1700 mm
- Spurweite hinten: 1740 mm (Doppelbereifung)
- Maße der Ladefläche (L×B×H, innen): 3540 × 2250 × 600 mm
- Reifendimension: 9,00-20″
- Leergewicht: 3900 kg
- Zuladung: 4000 kg + 2 Personen
- zulässiges Gesamtgewicht: 8060 kg
- zulässige Achslast vorne: 2090 kg
- zulässige Achslast hinten: 5970 kg

## Einsatz

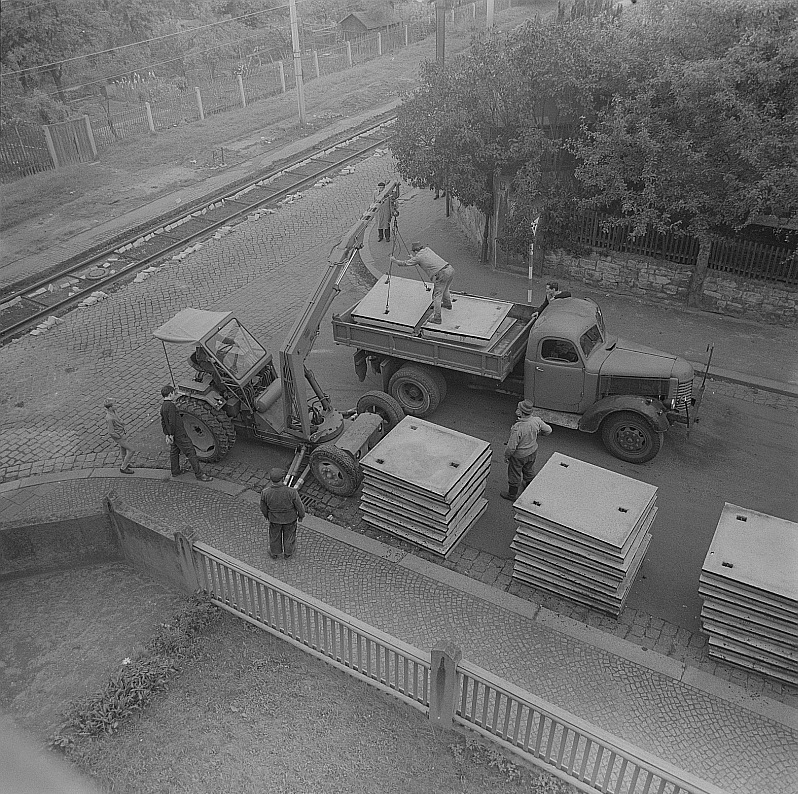
ZIS-150 beim Gleisbau in der Warthaer Straße in Dresden-Leutewitz

Der ZIS-150 gehörte in den 1950er- und 1960er-Jahren zu den weit verbreiteten Fahrzeugen und wurde in allen Regionen der Sowjetunion eingesetzt. Er war einfach zu produzieren und auch einfach zu unterhalten, jedoch litt er als erster in Großserie hergestellter sowjetischer Lkw unter zahlreichen Kinderkrankheiten, die jedoch zum Teil während der Produktion abgestellt werden konnten. Dazu kam der durch die im Allgemeinen schlechten Straßenverhältnisse beschleunigte Verschleiß und das Fehlen einer Lenkunterstützung. Die sowjetische Post würdigte die Bedeutung des ZIS-150 für die Wirtschaft 1976 durch die Herausgabe einer Briefmarke.
Der ZIS-150 wurde auch in zahlreiche Länder exportiert und in Rumänien und in China in Lizenz produziert. Dort leistete die Produktion Hilfe bei der Entwicklung einer eigenständigen Automobilindustrie. Für die Volksrepublik China war die Produktion des Jiefang CA-10 genannten Lkw so bedeutsam, dass er auf einer Banknote verewigt wurde.
Auch die DDR importierte den ZIS-150 ab 1949. Im zivilen Bereich wurden vor allem der Pritschenwagen und der Muldenkipper genutzt.
Hauptverwaltung Ausbildung, Kasernierte Volkspolizei und Nationale Volksarmee nutzten den ZIS-150 als Zugmaschine, Tankwagen und Trägerfahrzeug für Spezialaufbauten.